# Malmö Arena
El Malmö Arena es un recinto cerrado multiusos ubicado en el distrito de Hyllie, al sur de Malmö, Suecia. Inaugurado el 6 de noviembre de 2008, se utiliza principalmente para partidos de hockey sobre hielo, siendo la sede del equipo Malmö Redhawks, y tiene capacidad para 13.000 espectadores en eventos deportivos y 15.500 espectadores en conciertos y eventos similares.
Se encuentra junto a la estación de tren de Hyllie, lo que le otorga una excelente conectividad con el resto de la ciudad y con Copenhague. La estación de tren de Hyllie, inaugurada en 2010, es una parada clave en la línea de tren de Öresund y por tanto, del puente-túnel de Öresund, ofreciendo conexiones rápidas a Malmö Central y al Aeropuerto de Copenhague. Desde la estación, se puede acceder al Malmö Arena en tan solo unos minutos a pie.

## Eventos

### Deportes
El Malmö Arena es la sede de los partidos como local del equipo de hockey sobre hielo Malmö Redhawks, en sustitución de su anterior sede, el Malmö Isstadion.
Fue sede de la final del Campeonato Mundial de Balonmano Masculino de 2011, celebrada el 30 de enero de 2011, donde Francia venció a Dinamarca. El recinto también acogió otros partidos clave del torneo, incluyendo semifinales y encuentros de la fase de grupos.
En cuanto al floorball, el Malmö Arena fue sede de las finales de la Svenska Superligan (la máxima liga sueca de floorball) en las temporadas 2010–11 y 2011–12.
En 2014, el Malmö Arena fue una de las sedes principales del Campeonato Mundial de Hockey sobre Hielo Júnior (IIHF World Junior Championship), junto con el Malmö Isstadion. El torneo se celebró entre el 26 de diciembre de 2013 y el 5 de enero de 2014. El Malmö Arena albergó la mayoría de los partidos del Grupo B, así como las rondas finales, incluyendo las semifinales y la gran final. Finlandia se coronó campeona tras vencer a Suecia.
|                                           |
| Partido de Malmö Redhawks contra IF Troja |

|                                                     |
| Partido de balonmano entre Dinamarca-Egipto en 2023 |

### Música
El lugar ha acogido una de las semifinales del Melodifestivalen, el festival nacional de la canción de Suecia, cada año desde 2009. Gracias a su moderna infraestructura y capacidad, el recinto se ha convertido en uno de los principales centros de entretenimiento de Escandinavia.
Además de eventos televisivos, el Malmö Arena ha acogido conciertos de artistas internacionales como Madonna, Lady Gaga, Bob Dylan, Elton John y Tom Jones. En 2010, el concierto de Lady Gaga registró una de las mayores asistencias en el recinto, con alrededor de 15.500 espectadores.
El arena ha sido la sede del Festival de la Canción de Eurovisión 2013 celebrada en mayo de 2013 y el Festival de la Canción de Eurovisión 2024 en los dias 7,9 y 11 de mayo. En ambas ocasiones, Malmö Arena fue reconocida por su excelente acústica, organización y diseño adaptable, siendo una de las pocas sedes que ha albergado el evento más de una vez fuera de Estocolmo.
|                              |
| Escenario de Eurovisión 2013 |

|                                         |
| Escenario del Melodifestivalen - Gira 4 |

|                              |
| Escenario de Eurovisión 2024 |

### Religiosos
El 31 de octubre de 2016, el Papa Francisco participó en un evento ecuménico en el Malmö Arena, en el marco de su visita a Suecia para conmemorar los 500 años de la Reforma protestante. Este acto, titulado "Together in Hope" (Juntos en esperanza), fue organizado por la Federación Luterana Mundial y la Iglesia Católica. Se trató de la primera conmemoración conjunta de la Reforma a nivel mundial, marcando un hito en el ecumenismo moderno.